# Афганистан на летних Олимпийских играх 1936
Афганистан принимал участие в Летних Олимпийских играх 1936 года в Берлине (Германия) в первый раз за свою историю, но не завоевал ни одной медали.

## Результаты
Афганистан отправил двух спортсменов для участия в соревнованиях по лёгкой атлетике. 25-летний Мохаммад Хан, который на своей единственной Олимпиаде участвовал в двух соревнованиях. 26 июля он участвовал в забеге на 100 метров, он занял последнее место и не прошёл в следующий этап. Восемь дней спустя он соревновался в прыжках в длину, но не смог преодолеть квалификационную дистанцию 7,15 метра, чтобы выйти в полуфинал.
23-летний Абдул Рахим участвовал в соревновании по толканию ядра, которое прошло 2 августа. Ему не хватило 14,50 метров, необходимых для продвижения в полуфинал.
Афганистан впервые участвовал в олимпийских состязаниях по хоккею с мячом, в составе команды было 18 человек. Главным тренером был Сардар Мохаммед Юсуф Хан. Афганская сборная попала в отборочную группу B с Данией и принимающей страной, Германией. 4 августа с Данией они сыграли вничью: 6:6, а 8 августа проиграли Германии 1:4. 11 августа команда сыграла с Бельгией, где единственный гол в ворота бельгийцев забил Захир Шах Аль-Задах, в свои же ворота афганцы пропустили 4 мяча. 13 августа афганцы успешно обыграли сборную США со счётом 3:0.

## Состав сборной
Самым юным участником афганской сборной на этих Играх был 17-летний Мохаммад Асиф, принадлежавший к афганской аристократической династии Дуррани и носивший титул «шазада». Его отец, Мохаммад Юсуф, занимал пост министра сельского хозяйства и спорта Афганистана, а также выполнял роль капитана команды по хоккею на траве, познакомив страну с этим видом спорта всего за пять лет до этого. Прапрапрапрапрадедом Асифа был Ахмад-шах Дуррани, основатель Дурранийской империи. На Олимпийских играх Асиф сыграл два из четырёх матчей и помог своей команде занять пятое место (поделив его с Японией) среди одиннадцати команд.
Ещё два аристократа из той же династии Дуррани: шазада Шуджа уд-Дин и шазада Мохаммад Султан (кузен Мохаммада Асифа) — также были членами этой сборной по хоккею на траве. 
Самым старшим участником афганской сборной был 35-летний Сардар Абдул Вахиб, также игравший в хоккей на траве.